# Хантський океан
Хантський океан — невеликий древній океан, що існував наприкінці докембрію — на початку силуру. Він був розташований між континентами Сибір і Балтія, межуючи з океаном Панталасса на півночі, з Прото-Тетісом на північному сході та Палео-Тетісом на півдні та сході. Океан сформувався, коли молодий суперконтинент Прото-Лавразія (незабаром, після розпаду Паннотії, 600 млн р. тому) розколовся на три окремі континенти — Лаврентія, Балтія і Сибір, між Сибіром і Балтикою. Інший, сусідній океан Япетус, сформувався у той же час, розмістившись між Лаврентією і Балтикою. Океан закрився, коли Сакмарська острівна дуга зіткнулась із Балтикою. На північно-східному кінці острівної дуги сформувався Уральський океан.